# Aethiamblys attiguus
Aethiamblys attiguus är en stekelart som först beskrevs av Tosquinet 1896.  Aethiamblys attiguus ingår i släktet Aethiamblys och familjen brokparasitsteklar. Inga underarter finns listade i Catalogue of Life.